# جادوگر بلر (فیلم)
جادوگر بلر (به انگلیسی: Blair Witch) یک فیلم ویدئوی پیداشده در ژانر وحشت روان‌شناختی به کارگردانی آدام وینگارد و نویسندگی سایمون برت است که در سال ۲۰۱۶ منتشر شد. از بازیگران آن می‌توان به جیمز آلن مک‌کیون، کلی هرناندز، براندون اسکات و والری کری اشاره کرد. این فیلم به‌طور مستقیم دنباله‌ای بر فیلم پروژه جادوگر بلر در سال ۱۹۹۹ به‌شمار می‌رود. این فیلم رخدادهای دنباله کتاب سایه‌ها: جادوگر بلر ۲ محصول سال ۲۰۰۰ که تصاویر یافت نشده‌ای از آن منتشر شد را نادیده می‌گیرد، که رویدادهای آن، فیلمی در دل فیلمی دیگر را تشکیل می‌دهند.
نخستین نمایش جادوگر بلر در ۱۱ سپتامبر ۲۰۱۶ در طی جشنواره بین‌المللی فیلم تورنتو بود و سپس توسط لاینزگیت فیلمز در ۱۶ سپتامبر همان سال در ایالات متحده اکران شد. فیلم با واکنش‌های ضد و نقیضی از سوی منتقدان همراه بود و آن را به عنوان پیشرفتی نسبت به کتاب سایه‌ها ذکر کردند، اما منتقدان نسبت به فیلم‌نامه و جلوه‌های ویژهٔ آن انتقاداتی داشتند. جادوگر بلر ۴۵ میلیون دلار در سراسر جهان فروش کرد در حالی که ۵ میلیون دلار بودجه ساخت آن بوده است. 